# داینامیک ایرویز
داینامیک ایرویز (به انگلیسی: Dynamic Airways) یک شرکت هواپیمایی با کد یاتا 2D است که در ۲۰۱۰ میلادی تأسیس شده‌است. دفتر مرکزی داینامیک ایرویز در گرینزبورو، کارولینای شمالی، کارولینای شمالی واقع شده‌است و قطب این شرکت هواپیمایی در فرودگاه بین‌المللی پیدمونت تراید قرار دارد.